# 日向坂46の「ひ」
『日向坂46の「ひ」』（ひなたざかフォーティーシックスの ひ、略称：ひなたひ）は、文化放送で2020年4月5日より、毎週日曜日の18:30 - 19:00に放送されているラジオ番組である。日向坂46の冠番組。

## 概要
日向坂46にとって初の冠レギュラーラジオ番組である。2025年3月30日までは毎回、メンバー2名から3名が週替わりで出演していたが、2025年4月6日からは上村ひなのがMCを務めている。
番組タイトルの「ひ」は、グループの頭文字であり、最初を意味することから「何年たっても最初の心=初心を忘れずに頑張っていく」との気持ちが込められている。
また、文化放送では、直前の時間帯に放送されている『乃木坂46の「の」』と併せた坂道シリーズの2グループによる姉妹番組からなる1時間（日曜日の18時台）を坂道ゾーンと称している。
番組の公式ハッシュタグは略称と同じ「#ひなたひ」と「#日向ひ」、挨拶は「おっひー」である。
2020年11月15日放送回からは、番組内でメールが採用されると、濱岸ひより命名のオリジナルラバーバンド「ひなちらンぷす」が番組ノベルティとしてプレゼントされる。
2021年3月7日放送回から2022年3月27日放送回までスマートニュースにて、限定コンテンツを配信していた。
2021年6月に発表された「リスナーが本気で選んだラジオ番組最強番付2021」アイドル・声優部門で2位を獲得した。同年8月から日向坂46のアプリケーションゲーム『日向坂46とふしぎな図書室』が番組スポンサーとなり、コラボレーション企画が開始された。
2022年4月3日放送回は、文化放送開局70周年記念特番『開局70周年 もっと一緒に!文化放送リスナー大感謝スペシャル「きっかけはラジオ」』の一環で前番組の『乃木坂46の「の」』との合同特別番組『文化放送開局70周年記念特番 乃木坂46の「の」×日向坂46の「ひ」』が放送され、乃木坂46の筒井あやめ、清宮レイが出演した。
2022年11月からCoCo壱番屋とのコラボレーション企画が開始された。
5周年を迎えた2025年4月6日放送回から、番組のリニューアルとして三期生の上村ひなのがMCに就任した。

## コーナー
日向坂46の「…」
五十音から1文字決めて、その文字から始まる言葉をきっかけに出演メンバーがトークをする。
こんなに話しちゃっていいの？
出演メンバーの近況や裏話、プライベートの出来事を伝えていく。リスナーからのお便りもこのコーナーにて紹介。
君にメロンメロン♡
11thシングル『君はハニーデュー』にちなみ、メンバーに「メロンメロン」と言わせることを募集するコーナー。
欲しい？いらない？シックスセンス！
12thシングル『絶対的第六感』にちなみ、メンバーが思わず迷ってしまうような「シックスセンス」を募集するコーナー。
メンバーだけが知ってる
13thシングル『卒業写真だけが知ってる』にちなみ、メンバーのかわいいところ、かっこいいところキュンとするところなどリスナーが聞きたい「〇〇なところ」を募集し、担当者が話していくコーナー。

### 過去のコーナー
キュンしちゃった！
リスナーからキュンキュンしたエピソードや妄想を募集する。そのエピソードのキュン度を出演メンバーが判断する。
聴くと元気になる日向坂46の曲
毎週、メンバーが選んだ元気になれる日向坂46の楽曲を紹介する。
タブロイド日向坂
メンバーの目撃情報を妄想で募集するコーナー。
お仕事あるある図鑑
「日向坂46とふしぎな図書室」とのコラボレーション企画。メンバーのイメージにあった職業とその職業のあるあるをリスナーから募集する。
ひなど～しょ～
「日向坂46とふしぎな図書室」とのコラボレーション企画。メンバーが「どーしょ～」と迷うようなお題をリスナーから募集する。
私の「帰ってきた〜」
CoCo壱番屋とのコラボレーション企画。リスナーの「帰ってきた」エピソードを募集するコーナー。
ワザトカワイイ
ファーストアルバム『ひなたざか』のリード曲『アザトカワイイ』にちなみ、普通に言うとかわいいとは思えないセリフをリスナーから募集し、そのセリフをメンバーがわざとかわいく、アザとかわいく言う。
ひな〇
「ひな」の後の〇のところを理由と一緒に考えて送ってのメールを募集する。
しかたんメール
5thシングル『君しか勝たん』にちなみ、思わず「切ない」と言ってしまいたくなるようなメールを募集する。最もメンバーが共感したメールを送ったリスナーには、出演メンバーがそのリスナーのラジオネームや下の名前を「〇〇しか勝たん」という形で呼んでもらえる。
これって私だけ...ってか？
6thシングル『ってか』にちなみ、これって私だけかもと思っていることなメールを募集する。
僕なんか川柳
7thシングル『僕なんか』にちなみ、「僕なんか」「私なんか」という思いを五・七・五の川柳の形式にして送ってもらう。
ツキ♡
8thシングル『月と星が踊るMidnight』にちなみ、日常に溢れるラッキーな（ツキがあると思った）エピソードを46文字以内で募集する。その幸運度合いを出演メンバーが「ツキ♡」の言い方で判定する。
教えてOne Choice
9thシングル『One choice』にちなみ、メンバーのOne Choiceを探る質問を募集するコーナー。
甘〜いレディ♡
10thシングル『Am I ready?』にちなみ、メンバーに甘〜い口調で言ってほしい言葉を2つ募集し、1つ目の言葉で始めて2つ目の言葉を言うまで、甘〜い口調でしりとりを続けるコーナー。
君に１からアドバイス♡
2ndアルバム『脈打つ感情』のリード曲『君は0から1になれ』にちなみ、メンバーにアドバイスして欲しい相談とあざとく励ましてほしい一言を募集するコーナー。

## 放送時間
現在のネット局
| 放送期間        | 放送時間           | 放送局            | 対象地域   | 備考       |
| --------------- | ------------------ | ----------------- | ---------- | ---------- |
| 2020年4月5日 -  | 日曜 18:30 - 19:00 | 文化放送（QR）    | 関東広域圏 | 制作局     |
| 2020年10月3日 - | 土曜 22:30 - 23:00 | 静岡放送（SBS）   | 静岡県     | 遅れネット |
| 2020年10月4日 - | 土曜 21:30 - 22:00 | 宮崎放送（mrt）   | 宮崎県     | 遅れネット |
|                 | 金曜 22:30 - 23:00 | ラジオ福島（rfc） | 福島県     | 遅れネット |

過去のネット局
| 放送期間                      | 放送時間           | 放送局          | 対象地域 | 備考       |
| ----------------------------- | ------------------ | --------------- | -------- | ---------- |
| 2021年7月4日 - 9月26日        | 日曜 23:00 - 23:30 | STVラジオ       | 北海道   | 遅れネット |
| 2021年4月4日 - 2023年3月29日  | 水曜 21:00 - 21:30 | 青森放送（RAB） | 青森県   | 遅れネット |
| 2021年7月4日 - 2023年3月31日  | 金曜 21:00 - 21:30 | 東北放送（tbc） | 宮城県   | 遅れネット |
| 2021年10月1日 - 2023年3月31日 | 金曜 21:30 - 22:00 | 大分放送（OBS） | 大分県   | 遅れネット |
| 2021年10月3日 - 2024年3月30日 | 土曜 21:00 - 21:30 | 福井放送（FBC） | 福井県   | 遅れネット |

## 放送日程
放送日は、原則として文化放送に準拠。ただし、文化放送で休止となり、地方局への裏送りとなった回については、括弧つきで文化放送において本来放送されるべきであった日を記載。